# Бісярін Василь Зіновійович

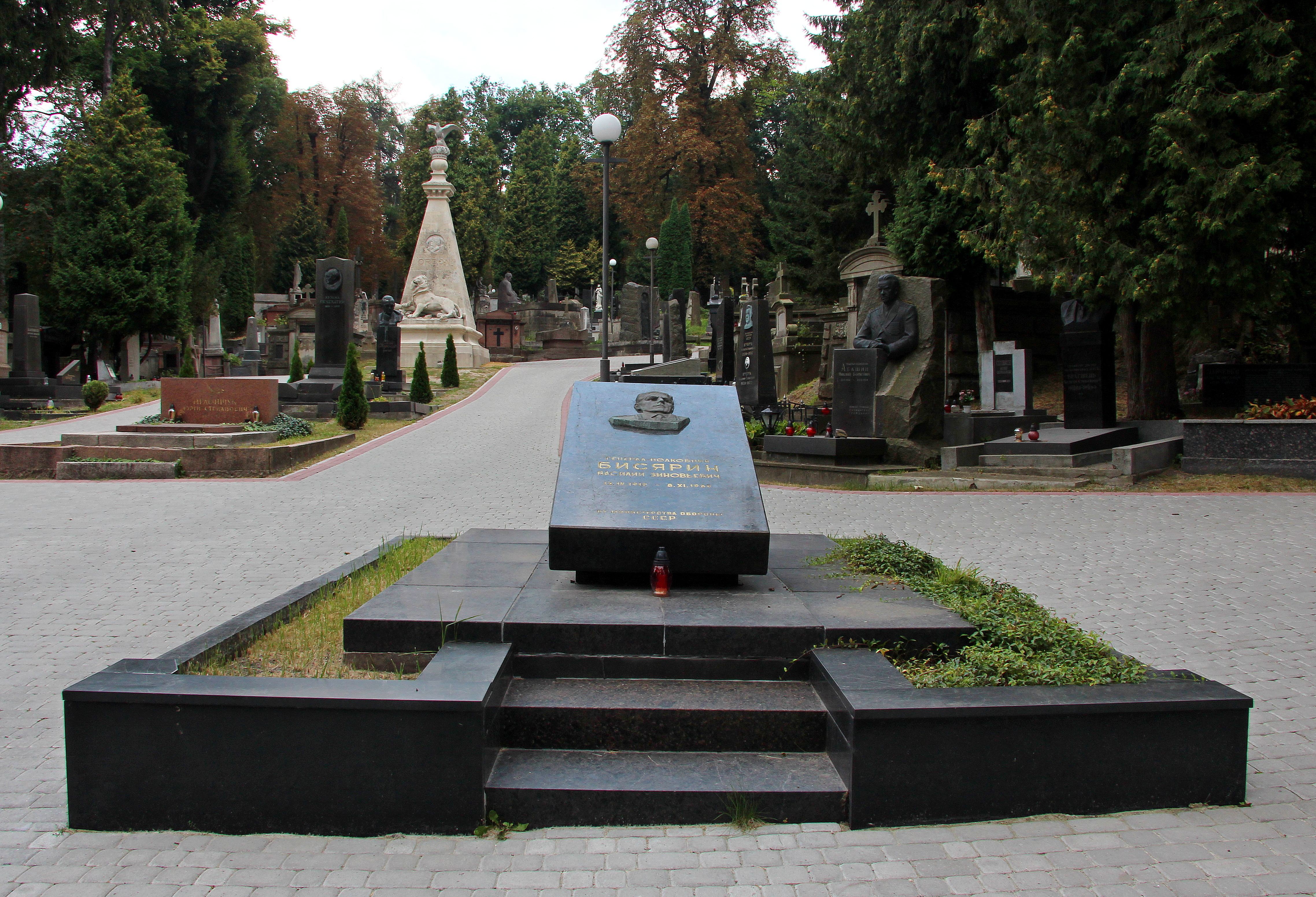

Василь Зіновійович Бісярін (нар. 12 квітня 1912, Катав-Івановський завод Уфимського повіту Уфимської губернії, тепер місто Катав-Івановськ Челябінської області, Російська Федерація — 8 листопада 1969, місто Львів) — радянський військовий діяч, генерал-полковник, командувач військ Прикарпатського військового округу. Депутат Верховної Ради УРСР 6-го скликання.

## Біографія
Народився в родині залізничного робітника. У восьмирічному віці залишився без батьків, з 1920 року виховувався у дитячих будинках міст Златоуста, Міаса, Уфи.
У 1930 році закінчив фабрично-заводське училище в місті Нова Ляля Уральської області. Працював завідувачем навчальних виробництв, завідувачем навчальної частини школи фабрично-заводського навчання, директором паперового комбінату.
У 1933 році закінчив два курси Московського лісотехнічного інституту.
З 1934 року — в Червоній армії.
Учасник німецько-радянської війни. У 1941—1942 роках — заступник командира батальйону, командир стрілецького батальйону 449-го стрілецького полку 144-ї стрілецької дивізії. У 1942—1944 роках — начальник штабу полку, начальник штабу 106-ї окремої стрілецької бригади. У 1944—1945 роках — начальник штабу 62-ї гвардійської стрілецької дивізії. Воював на Західному, Брянському, Південно-Західному, Степному, 2-му і 3-му Українських фронтах.
Член ВКП(б) з 1943 року.
У 1948 році закінчив курси командирів при Військовій академії імені Фрунзе. Перебував на командних посадах у військових з'єднаннях, командував механізованою дивізією.
У 1957 році закінчив Вищі академічні курси при Військовій академії Генерального штабу СРСР.
У травні 1960 — грудні 1964 року — командувач 8-ї танкової армії Прикарпатського військового округу.
9 грудня 1964 — 22 вересня 1967 року — начальник штабу — 1-й заступник командувача військ Прикарпатського військового округу.
21 вересня 1967 — 8 листопада 1969 року — командувач військ Прикарпатського військового округу. У 1968 році командував Прикарпатським фронтом, який окупував Чехословацьку Республіку.
Похований у Львові на полі № 1 Личаківського цвинтаря.

## Звання
- генерал-майор танкових військ
- генерал-лейтенант танкових військ (9.05.1961)
- генерал-полковник (1967)

## Нагороди
- чотири ордени Червоного Прапора (24.04.1943, 15.01.1944, 30.12.1956, 22.02.1968)
- два ордени Богдана Хмельницького II-го ст. (28.04.1945, 21.02.1969)
- два ордени Вітчизняної війни I-го ст. (20.11.1944, 20.04.1945)
- два ордени Червоної Зірки
- медалі
- нагороди Угорської Народної Республіки
- нагороди Чехословацької Соціалістичної Республіки